# Tetlucha kozí pysk

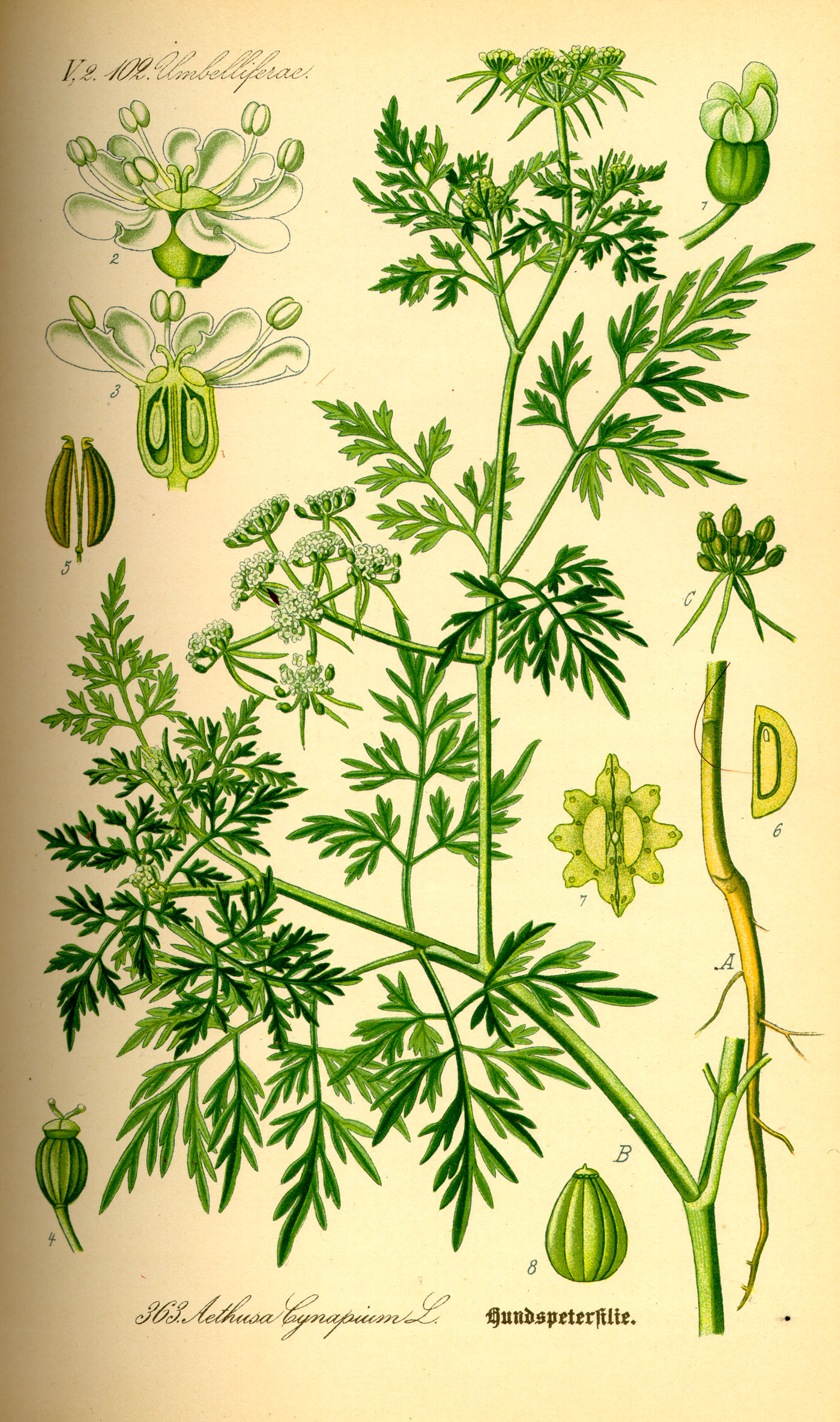
Zobrazení tetluchy kozího pysku

Tetlucha kozí pysk (Aethusa cynapium) je miříkovitá jednoletá, ozimá či dvouletá rostlina, jediný druh rodu tetlucha vyskytující se v české přírodě. Tento v Česku původní druh je toxickou bylinou, celá obsahuje alkaloid cynapin. Roste občas na  polích, v okopaninách je považována za plevel.

## Rozšíření
Rostlina je rozšířena, vyjma Portugalska a Řecka, téměř po celé Evropě (až po 61° severní zeměpisné šířky) a dále roste v asijské části Turecka, v Předkavkazí i Zakavkazsku. Druhotně byla zavlečena do severní Afriky do Alžírska a do jihozápadní Asie do Íránu. S kolonizací Ameriky byla zanesena do severozápadních oblastí Spojených států amerických a přilehlé jihozápadní Kanady.
V České republice roste od nížin po podhorské oblasti roztroušeně až hojně, ve vyšších polohách vzácně a obvykle jen přechodně. Výšková hranice obvykle odpovídá horní hranici pěstování polních kultur. Ve vyšších polohách se vyskytuje výhradně v blízkosti lidských sídel; nejvýše byla zaznamenána v Krkonoších i na Šumavě v přibližně ve stejné výšce okolo 850 m n. m.

## Ekologie
Bylina rostoucí převážně na člověkem vytvořených stanovištích, od nížin až do podhůří, na polích, úhorech, kompostech, v zahradách, příkopech podél cest i na smetištích a rumištích, vyskytuje se na plném slunci i silně zastíněných místech. Často doprovází lidská sídliště, zhusta se vyskytuje na polích po jejich okrajích. Preferuje dobře provzdušněné hlinitopísčité, písčitohlinité až hlinitojílovité půdy, z hlediska půdní reakce spíše zásadité až neutrální, prospívá na místech bohatě zásobených živinami. Z jara vyžaduje dostatek vláhy, později již dobře poroste i v půdě vysychající, nevyskytuje se však na místech dlouhodobě zamokřených nebo podmáčených. Kvete od července do září, semena dozrávají v září a říjnu. Počet chromozomů 2n = 20.

## Popis
Jednoletá, ozimá nebo bylina s krátkým vřetenovitým kořenem. Jako dvouletá vytvoří prvým rokem přízemní listovou růžici, která přečká zimu. Listy přízemní jsou podobné lodyžním a za květu jsou již odumřelé. Lodyha je 5 až 70 cm vysoká, tupě hranatá či slabě rýhovaná, vespod přímá, vnitřní dutina je vyplněná dření a její tloušťka u báze nepřesahuje 1 cm, od jedné třetiny délky se větví, lodyha se v uzlinách výrazně prohýbá. Odbočující větve jsou silné a obvykle se dále neuspořádaně rozvětvují, hlavní lodyha často mezi nimi nedominuje. Takové chaotické větvení se s použitím básnické licence přirovnává k chlupům na kozí bradě, odtud české druhové jméno „kozí brada“. Větvená lodyha je střídavě porostlá složenými, dvakrát zpeřenými listy bez palistů a s řapíkem vyrůstajícím z pochvy, listová čepel je obvykle dvojnásobně trojčetná, lístky jsou v obrysu široce vejčité až kopinaté, peřenosečně zastřihované, 1 až 2 mm široké se špičatými koncovými úkrojky.
Na konci lodyhy a větvích vyrůstají drobné pětičetné květy sestavené do květenství složeného okolíku tvořeného šesti až osmi okolíčky, které mívají šest až jedenáct, nejčastěji oboupohlavných květů. Okolíčky mají dva až tři nestejné, dolu skloněné, čárkovité, za plodu se prodlužující listeny, okolíky obal nemají. Květy na 2 mm stopkách slabě paprskují, kališní lístky jsou téměř nezřetelné, korunní lístky jsou obsrdčité, bílé nebo se zeleným páskem uprostřed. Opylovány jsou drobným létajícím hmyzem slétajícím se pro nektar hojně vylučovaným nadplodním terčem nebo se opylí samosprašně vlastním pylem, kdy pět tyčinek se zralými prašníky se ohýbá a pyl, do prostoru kde jsou obě blizny, vypadává.
Plody jsou podlouhle kulovité dvounažky na asi 2 mm dlouhých stopkách, jejich semena, plůdky či merikarpia, jsou asi 4 mm dlouhá, mají ostrá postranní žebra a jsou slámově hnědožlutě zabarvená. Rozšiřují se od mateřské rostliny větrem do vzdálenosti jen několika metrů, na větší vzdálenosti se šíří povrchovou vodou, zemědělskou či silniční technikou a na polích i s kompostem a statkovými hnojivy.

## Rozmnožování
Bylina se rozmnožuje výhradně semeny, generativně. Počátkem podzimu začínají dozrávat semena, jež jsou dlouze a nepravidelně dormantní a podržují si klíčivost po mnoho let, statná rostlina jich průměrně vytvoří okolo 500. Semena nejlépe vzchází z povrchu půdy, jejich vyklíčení je stimulováno světlem. Nestejnoměrná dormance se projevuje v průběhu roku, kdy semena různě klíčí po celé vegetační období a podzimní ve stadiu listové růžice přezimují do následného roku.

## Taxonomie
Tetlucha kozí pysk je variabilní druh, který se vyskytuje ve dvou poddruzích:
- Tetlucha kozí pysk pravá (Aethusa cynapium subsp. cynapium) L.
- Tetlucha kozí pysk vznešená (Aethusa cynapium subsp. elata) (Friedl. ex Fisch.) Schübl. et G. Martens

Tetlucha kozí pysk vznešená, která vyrůstá méně často, bývá někdy považována za samostatný druh „tetlucha vznešená“ (Aethusa cynapioides) M. Bieb. Roste nejčastěji v lužních a humózních lesích nebo ve vlhkých, pobřežních houštinách a odlišuje se od výše popsaného nominátního poddruhu mohutnějším vzrůstem dosahujícím až 150 cm, hrubší lodyhou se sivým ojíněním a světle zeleným zbarvením mnohem mohutnějších listů. Oproti nominátnímu poddruhu je podstatně vzácnější.
V poslední době se objevuje nový morfotyp, někdy pojmenovaný jako „tetlucha kozí pysk polní“ (Aethusa cynapium var. 'agrestis'). Jestliže předešlé dva poddruhy jsou rostliny dvouleté, tak tyto jsou jednoleté. Bývají vysoké jen 5 až 20 cm a objevují se na strništích. Jejich lodyha je poléhavá nebo křivolaká, hranatá, listeny okolíčků jsou stejně dlouhé nebo kratší jako stopky okolíčků. Tyto byliny se stávají závažným plevelem v okopaninách, hlavně v cukrové řepě.

## Toxicita
Jak výše uvedeno, celá rostlina obsahuje v lodyze, listech, kořeni i v semenech toxický alkaloid cynapin. K otravě lidí dochází záměnou kořene za podobný kořen petržele, požití způsobuje dávení, závratě a ve větším množství snad i smrt. Jinak u lidí k záměně asi nemůže dojít, neboť rozemnuté listy i lodyha vydávají nepříjemný zápach, kdežto u petržele voní. Byliny jsou jedovaté také pro koně, skot, vepře i husy, na myši a morčata nemají žádný účinek. U lidí požití i malého množství může způsobit těžkou otravu, mnohdy končící smrtí, jed bylin působí jak na trávicí trakt, tak na nervový systém. Příznaky zahrnují bolest břicha a zvracení, a na druhé straně chlad a necitlivost, která se postupně šíří z nohou do celého těla.

## Význam
Tetlucha kozí pysk je středně nebezpečný plevelný druh, škodí zejména v zelinářských a řepařských oblastech. Zapleveluje nejčastěji okopaniny a porosty zeleniny, v hustých porostech obilnin a travin se příliš neuplatní. Toxickými účinky znehodnocuje zelenou píci, po usušení však jedovaté látky vymizí. V minulosti se používala při léčbě gastrointestinálních problémů, hlavně při déletrvajících průjmech, v současnosti se pro nebezpečí předávkování v medicíně neužívá.